# Trtnik
za priimek glej Trtnik (priimek)
Trtnik je vas v Občini Tolmin. Nahaja se v Baški grapi pod hribom Kalarsko brdo (1120 m), nedaleč od vasi Podbrdo. Med 1. svetovno vojno je vas pogorela. Prebivalci so se nekoč preživljali s kmetijstvom, danes pa si služijo kruh v bližnjih krajih (Podbrdo, Tolmin, Cerkno,...) Vaška znamenitost je Telnovo korito, ki je služilo za pranje oblek.

## Zgodovina
Vas je nastala v okviru srednjeveške kolonizacije kmetov tirolske Pustriške doline. Sodila je v rihtarijo trinajstih vasi z imenom Rut (glej tudi zgodovino naselja Rut). Na celotnem območju se je tirolsko narečje ohranilo do 18. stoletja. O njem pričajo nekatera ledinska in zemljepisna imena.  